# Anglet
Anglet település Franciaországban, Pyrénées-Atlantiques megyében. Lakosainak száma 42 288 fő (2022. január 1.). Anglet Biarritz, Tarnos, Arcangues, Bassussarry, Bayonne és Boucau községekkel határos.

## Népesség
A település népességének változása:
| Lakosok száma | 35 263 | 39 184 | 38 724 | 39 995 | 38 929 | 39 604 | 39 719 | 40 310 | 41 153 | 42 288 |
|               | 1999   | 2013   | 2015   | 2016   | 2017   | 2018   | 2019   | 2020   | 2021   | 2022   |